# Wadi Degla Football Club (féminines)
Maillots
La section féminine du Wadi Degla Football Club (en arabe : نادي وادي دجلة لكرة القدم), plus couramment abrégé en Wadi Degla FC, est un club égyptien de football fondé en 2007 et basé au Caire, la capitale du pays.
Il évolue actuellement en première division.

## Histoire
La section féminine du Wadi Degla est fondée en 2007. Dès sa première saison, l'équipe remporte le doublé coupe-championnat. Le club conserve son titre depuis 2008, à l'exception de la saison 2018-2019, et est le club le plus titré du football féminin égyptien avec 12 titres.
En 2021, le club, champion d'Égypte, participe à domicile à la première édition de la Ligue des champions africaine. Noha El Solh inscrit le premier but de l'histoire de la compétition pour Wadi Degla, qui remporte le premier match de la compétition face à l'AS Mandé.
La saison suivante, le club remporte un nouveau doublé coupe-championnat. À nouveau porté par Noha El Solh, auteure de deux doublés en autant de matches, Wadi Degla remporte le tournoi de l'UNAF qualificatif pour la Ligue des champions 2022. Lors du tournoi final, le club égyptien perd ses trois matches de poules et est éliminé.

## Palmarès
| Compétitions nationales | Compétitions internationales                                     |
| --- | ---------------------------------------------------------------- |
| - Championnat d'Égypte (14) : - Vainqueur : 2007-2008, 2008-2009, 2009-2010, 2011-2012, 2012-2013, 2013-2014, 2014-2015, 2015-2016, 2016-2017, 2017-2018, 2019-2020, 2020-2021, 2021-2022 et 2022-2023. - Coupe d'Égypte (7) : - Vainqueur : 2009-2010, 2016-2017 et 2021-2022 (au minimum),. - Supercoupe d'Égypte (1) : - Vainqueur en 2023. | - Tournoi de l'UNAF (1) : - Vainqueur : 2022. - Deuxième : 2009. |

## Personnalités notables

### Anciennes joueuses
- Sarah Essam